# Forêt de panneaux indicateurs
La forêt de panneaux indicateurs (anglais: Sign Post Forest) est une collection de panneaux à Watson Lake au Yukon (Canada) et l’un des monuments les plus notables de la route de l’Alaska. Elle a été débutée par un GI qui avait le mal du pays en 1942. Il s’est vu confier une tâche légère alors qu’il se remettait d’une blessure et a érigé le poteau indicateur pour sa ville natale : « Danville, Ill. 2835 miles ». Les visiteurs peuvent ajouter leurs propres pancartes aux plus de 80 000 déjà présentes. 

## Description
La forêt de panneaux indicateurs a une superficie de 14 390 m2 et est localisée à la jonction de la route de l'Alaska et de la route Robert Campbell. Elle est composée de 1600 poteaux contenant environ 75 800 panneaux.

## Origine
En 1942, Carl K. Lindley, un soldat de la compagnie D du 341st Engineers a été blessé au pied alors qu'il travaillait à la construction d'une plateforme. Il a été alors relocalisé au Poste de secours de la Compagnie pour qu'il récupère. Il reçut l'ordre de réparer les panneaux qui avaient été endommagés par les bulldozers. Il a décidé de personnaliser le travail en ajoutant un panneau indiquant sa ville natale, Danville en Illinois, et y indiquant la distance par rapport à Watson Lake. Il a voulu faire car il avait le mal du pays et sa petite amie Eleanor lui manquait. Plusieurs autres personnes ont ajouté des indications pour se rendre dans leur ville d'origine et l'idée fait boule de neige depuis.
Le 30 août 2013, la forêt de panneaux indicateurs a été désignée comme site historique territorial par te territoire du Yukon.

## La forêt aujourd'hui

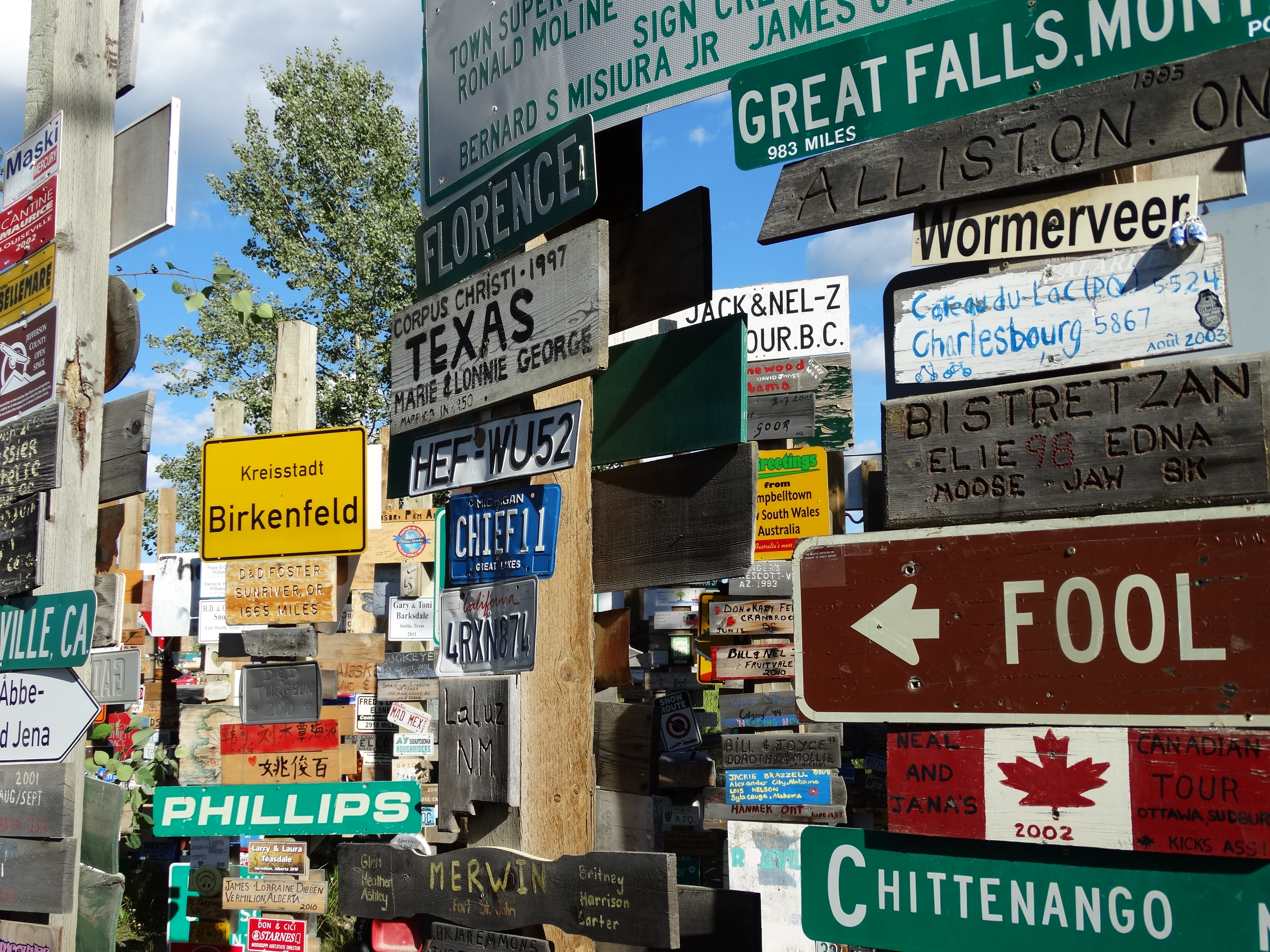
Détail de la «forêt».

La forêt de panneaux de signalisation occupe plusieurs hectares et de nouveaux panneaux sont ajoutés en permanence. Il y a des panneaux de rue, des panneaux de bienvenue, des signatures sur les assiettes à dîner et des plaques d'immatriculation du monde entier.